# Rata (mythologie tahitienne)
Dans la mythologie tahitienne, Rata était un roi de Tahiti.

## Mythe
Rata est devenu roi lorsque son oncle, Tumu-nui, et son père, Vahieroa, furent engloutis par une grande palourde alors qu'ils se rendaient à Pitcairn. À l'âge adulte, Rata voulut venger son père et son oncle. Il choisit un arbre afin de construire un radeau mais cet arbre était protégé par les Hākuturi (elfes de la forêt). Rata abattit l'arbre, le coupa et rentra chez lui le soir.

Le lendemain matin, il retrouva l'arbre debout, il abattit à nouveau l'arbre et le coupa puis rentra le soir chez lui. Le jour suivant, il retrouva de nouveau l'arbre debout. Cette fois, il abattit l'arbre et le coupa mais se cacha la nuit dans la forêt pour comprendre ce qui lui arrivait. Il vit les Hākuturi reconstruire l'arbre et en captura plusieurs. Les Hākuturi lui expliquèrent qu'en coupant l'arbre, il ne respectait pas Tāne, le dieu de la forêt, et qu'il fallait effectuer un rite afin de couper un arbre. Rata s'excusa et les Hākuturi lui confectionnèrent un radeau.

En route pour Pitcairn, Rata et son équipe sont aspirés par la grande palourde, mais il se servit de sa lance pour ouvrir le monstre et récupérer les restes de son père et de son oncle afin de les enterrer à Tahiti.

Après cette aventure, Rata se lance dans d'autres aventures et veut vaincre Aremata-Popoa et Aremata-Rorua.